# Ígor Lissi
Ígor Lissi (en rus: Игорь Лысый; nascut a Nijni Taguil l'1 de gener de 1987) és un jugador d'escacs rus, que té el títol de Gran Mestre des de 2007.
A la llista d'Elo de la FIDE del gener de 2022, hi tenia un Elo de 2603 punts, cosa que en feia el jugador número 38 (en actiu) de Rússia, i el número 214 del rànquing mundial. El seu màxim Elo va ser de 2700 punts, a la llista de gener de 2015 (posició 58 al rànquing mundial).

## Resultats destacats en competició
El 2006 empatà al primer lloc amb Roman Ovetchkin al Memorial Zudov. El 2009, empatà als llocs 1r–8è amb Serguei Vólkov, Dmitri Botxarov, Aleksandr Rakhmanov, Valerij Popov, Denís Khismatul·lin, Dmitri Andreikin i Dmitri Kókarev a l'obert de Vorónej. El 2009/10 va empatar als llocs 1r–5è amb Eduardas Rozentalis, Pavel Ponkratov, Radosław Wojtaszek i Luke McShane a la 39a Rilton Cup a Estocolm.
Entre l'agost i el setembre de 2011 participà en la Copa del món de 2011, a Khanti-Mansisk, un torneig del cicle classificatori pel Campionat del món de 2013, i hi va tenir una actuació raonable; avançà fins a la tercera ronda, quan fou eliminat per Leinier Domínguez (4-5). El 2012 fou primer al fortíssim obert de Moscou, per davant d'Ernesto Inarkiev i Dmitri Kókarev.
L'agost de 2013 participà en la Copa del Món de 2013, on va tenir una actuació regular, i fou eliminat en segona ronda per Levon Aronian 1-3.
El maig de 2014 empatà al segon lloc al Festival Internacional d'escacs de Iași, a Romania, amb Mircea Parligras (el campió fou Axel Bachmann).
També el 2014 empatà al segon lloc al campionat d'Europa individual, a Erevan, amb 8 punts d'11 partides, amb set jugadors més (el campió fou el rus Aleksandr Motiliov). Aquest resultat el va classificar per la Copa del Món de 2015. El desembre del 2014 fou campió de Rússia.

## Partides notables
- Ígor Lissi vs Vitaly Tseshkovsky, RUS-chT 2003, gambit Benko (A57), 1-0.
- Ígor Lissi vs Krishnan Sasikiran, 6è Aeroflot Festival 2007, defensa Gruenfeld: variant del canvi, atac Nadanian (D85), 1-0.
- Ígor Lissi vs Emil Sutovsky, Campionat de Rússia per equips, defensa Grunfeld: variant del canvi (D85), 1-0.